# Pseudoseisura
Pseudoseisura – rodzaj ptaków z rodziny garncarzowatych (Furnariidae).

## Występowanie
Rodzaj obejmuje gatunki występujące w Ameryce Południowej.

## Morfologia
Długość ciała 20–26 cm, masa ciała 42–79 g.

## Systematyka

### Nazewnictwo
Nazwa rodzajowa jest połączeniem słów z języka greckiego: ψευδος pseudos – „fałszywy” oraz σεισουρα seisoura – ptak wymieniony przez Hezychiusza, a następnie zidentyfikowany jako pliszka z rodzaju Motacilla.

### Podział systematyczny
Do rodzaju należą następujące gatunki:
- Pseudoseisura unirufa (d’Orbigny & Lafresnaye, 1839) – kamionek szaroczuby
- Pseudoseisura cristata (von Spix, 1824) – kamionek rudy
- Pseudoseisura lophotes (Reichenbach, 1853) – kamionek brązowy
- Pseudoseisura gutturalis (d’Orbigny & Lafresnaye, 1839) – kamionek białogardły